# جورش فوك (1933)

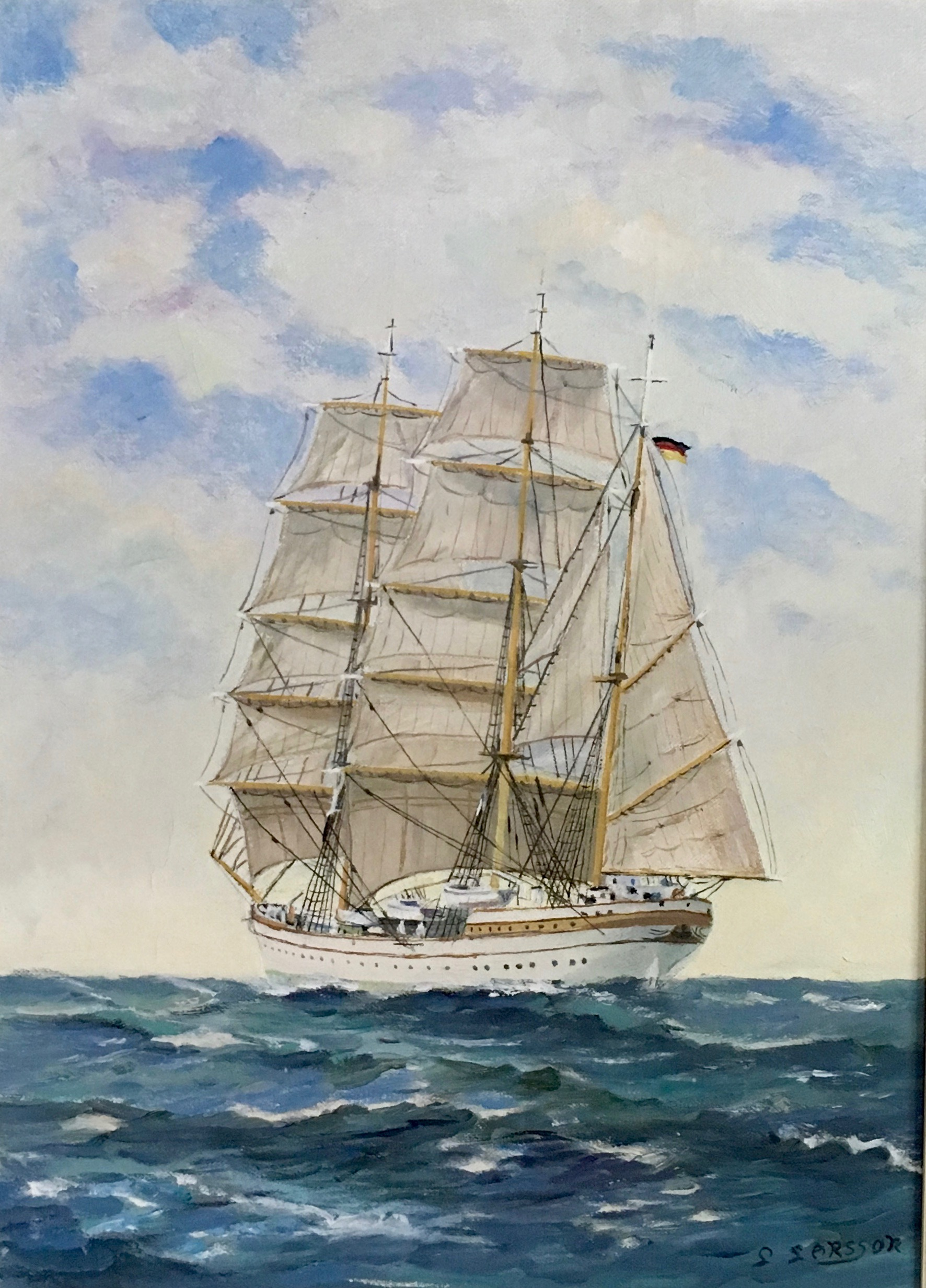
جورش فوك، رسم لأيامها الأولى في البحر للفنانة السويدية Gunnar Larsson (1907-1982).

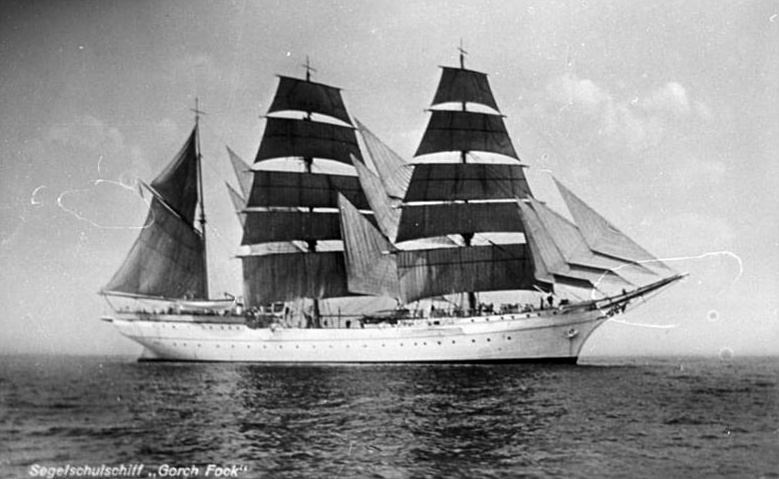
جورش فوك في الثلاثينيات

جورش فوك الأولى (سابقا Tovarishch، سابقا جورش فوك ) هي بارك ألماني بثلاثث صواري، وهي الأولى من سلسلة سفن بنيت كسفن مدرسية لرايخ مارين الألمانية في عام 1933.
تم أخذها كتعويضات حرب من قبل الاتحاد السوفيتي بعد الحرب العالمية الثانية وأطلق عليها اسم Tovarishch. تم شراء السفينة بعد فترة قصيرة تحت العلم الأوكراني في التسعينيات وإقامة طويلة في الموانئ البريطانية بسبب نقص الأموال اللازمة للإصلاحات اللازمة.
ثم أبحرت إلى ميناء سترالسوند حيث تم استعادة اسمها الأصلي Gorch Fock في 29 نوفمبر 2003. وضعت في المتحف، وتم إجراء إصلاحات واسعة النطاق في عام 2008.

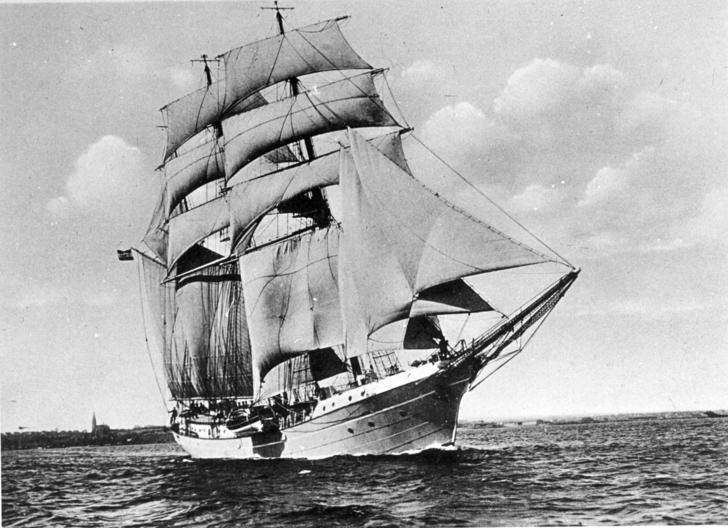
نيوب، 1930

قامت الحكومة الألمانية الاتحادية ببناء سفينة تدريب بديلة  جورش فوك (1958) التي لا تزال في الخدمة.

## التاريخ والتفاصيل
انقلبت السفينة المدرسة الألمانية نيوب ذات الثلاثث صواري في 26 يوليو 1932 في بحر البلطيق بالقرب من فيهمارن بسبب ضربة مفاجئة مما أسفر عن مقتل 69. دفعت الخسارة البحرية الألمانية إلى طلب بناء سفينة تدريب جديدة. ذهب العقد إلى حوض بناء السفن بلوم أند فوس في هامبورغ، حيث بدأ البناء في 2 ديسمبر 1932. تم الانتهاء منها في 100 يوم فقط. في 3 مايو 1933 تم إطلاق السفينة باسم Gorch Fock على شرف الكاتب الألماني يوهان كيناو الذي كتب تحت اسم مستعار "Gorch Fock". توفي كيناو في معركة يوتلاند عام 1916 على متن الطراد فيسبادن.

## السفن الشقيقة
أثبت تصميم جورش فوك نجاحه الكبير. كانت الأولى من سلسلة من خمس سفن شقيقة بنتها بلوم وفوس، كما أن عددًا من السفن المدرسية أمريكا الجنوبية أعتمدت على نفس التصميم. من بين السفن الشقيقة الأصلية الثلاثة، ميرسيا هي النسخة المتماثلة لجورش فوك. كانت السفن ألبرت ليو شلاغيتر وهورست فيسل أطول ب7 متر (23 قدم)، وكان لثلاثة محركات مساعدة أكثر قوة بقليل.

## روابط خارجية
- الصفحة الرئيسية الصحيحة لـ "Gorch Fock 1" Google translation
- صفحة ESYS على جميع أفراد السفن (باللغة الألمانية ).
- صفحة ESYS مع روابط للسفن الخمس الأصلية (باللغة الألمانية).
- JanMaat نسخة محفوظة 22 يوليو 2010 على موقع واي باك مشين. — موقع ألماني آخر على Gorch Fock (ex Tovarishch ).